# Cimanes de la Vega
Cimanes de la Vega est une commune d'Espagne dans la province de León, communauté autonome de Castille-et-León. Elle s'étend sur 26,04 km2 et comptait environ 500 habitants en 2015.